# Centerville (Texas)
Centerville település az Amerikai Egyesült Államok Texas államában, Leon megyében, melynek megyeszékhelye is. Lakosainak száma 905 fő (2020. április 1.).

## Népesség
A település népességének változása:

| 2010 | 892 |
| 2020 | 905 |